# Viktor Michajlovič Georgiev
Viktor Michajlovič Georgiev (Novorossijsk, 8 gennaio 1937 – Mosca, 10 giugno 2010) è stato un regista sovietico.

## Filmografia parziale

### Regista
- Sil'nye duchom (1967)
- Kremlёvskie kuranty (1970)
- Ideal'nyj muž (1980)